# Риси

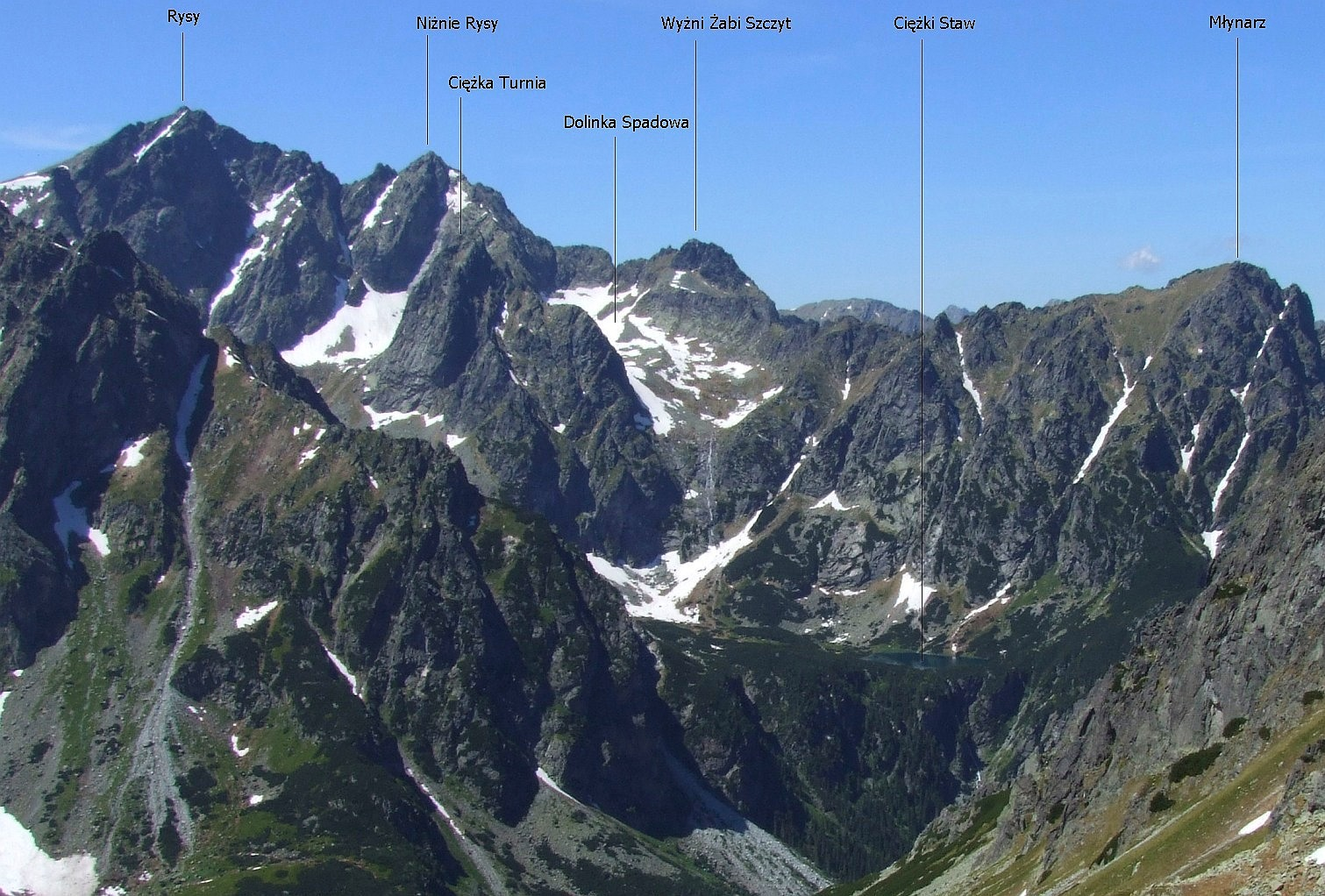

Риси (словац. і пол. Rysy, нім. Meeraugspitze, угор. Tengerszem-csúcs) — гора в Карпатах, у Високих Татрах. Знаходиться на кордоні Польща — Словаччина. Має три вершини: найбільша з яких займає центральне місце на території Словаччини — 2501 м, північна вершина є найвищою точкою Польщі — 2499 м, третя вершина також лежить на території Словаччини — 2473 м.

## Назва
Свою назву гора отримала найімовірніше завдяки жолобам та ярам, якими вона вкрита, що нагадують подряпини та смуги. Однак за іншою версією Риси є просто множиною слова рись, хоча рисі насправді не живуть за межами лісової частини передгір'я.

## Історія
Перше занотоване сходження на гору влітку — 1840 року, навесні — 1884 року. У ХХ столітті комуністична влада поширювала непідтверджену легенду про те, що на гору сходив Володимир Ленін у приблизно 1913-1914 рр.

## Сьогодення
Сьогодні Риси — популярний туристичний об'єкт і найвища гора в Татрах куди відкритий вільний доступ для самостійних екскурсій. На гору піднімаються дві дороги — легша зі словацької сторони і важча — з польської. До входження Польщі до Шенгенської зони в 2008 році у теплий сезон на горі працював туристичний прикордонний перехід.

## Галерея

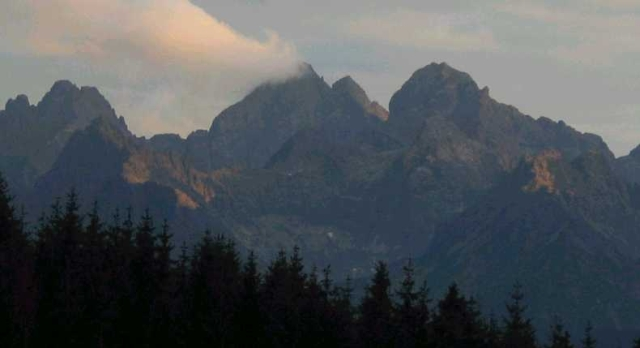
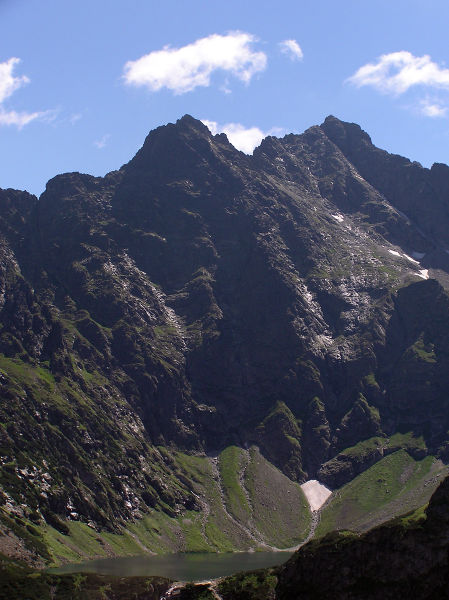
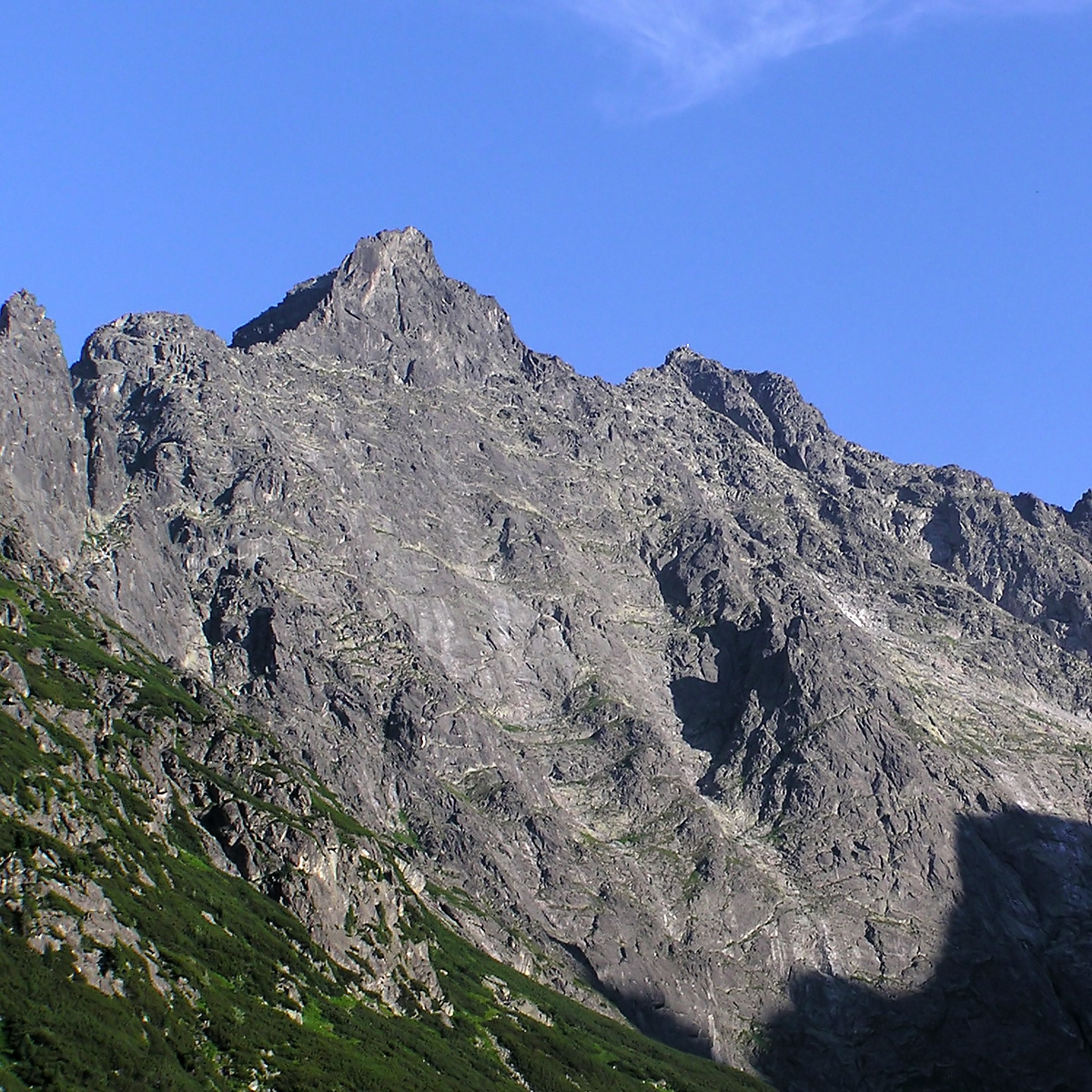
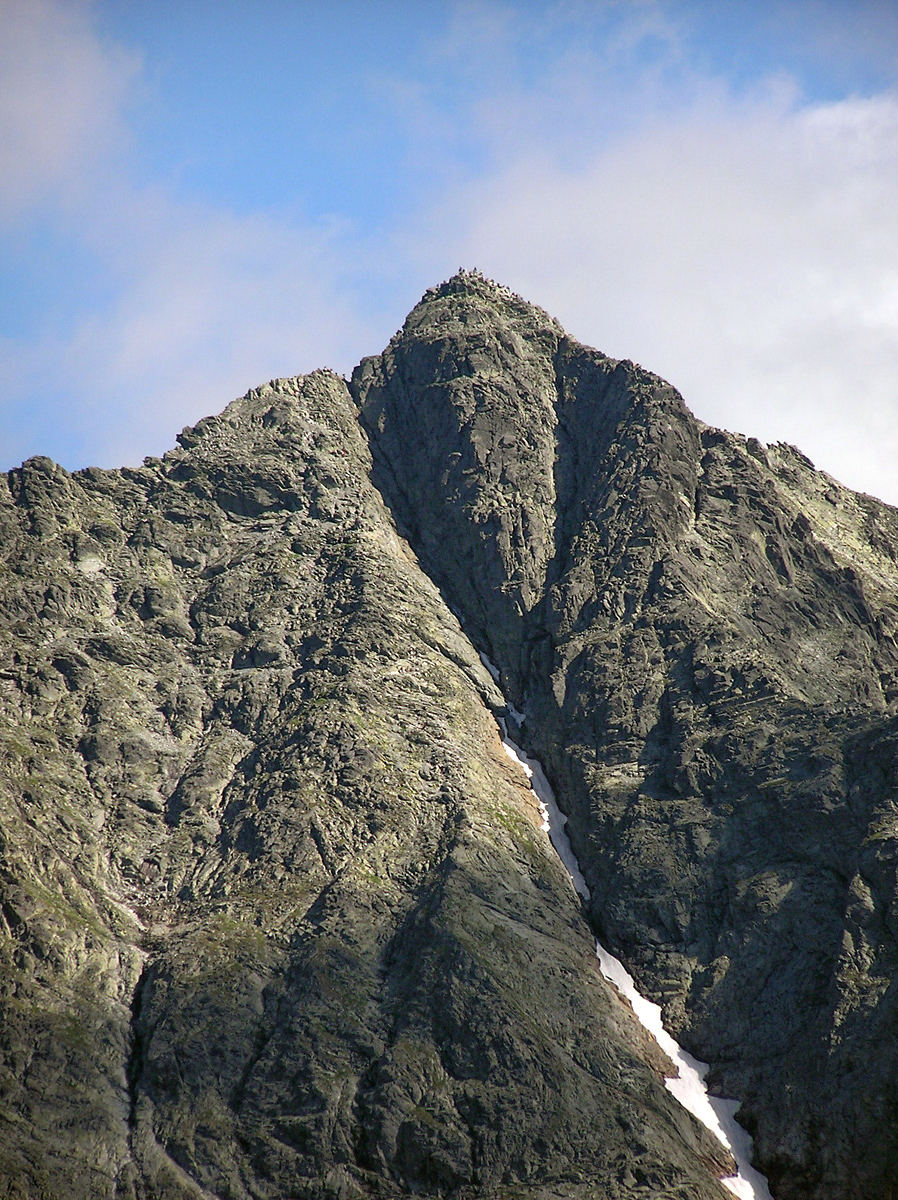
Риси влітку